# Lowri Thomas
Lowri Thomas, née le 3 mars 1999 à Abergavenny, est une coureuse cycliste britannique, originaire du Pays de Galles. Elle est spécialiste des épreuves de vitesse sur piste.

## Biographie
En 2022, à Newport, Lowri Thomas devient championne de Grande-Bretagne de vitesse par équipes avec les galloises Emma Finucane et Rhian Edmunds. En avril, le trio se classe troisième de la vitesse par équipes lors de la manche de Coupe des nations de Glasgow. Fin juillet, les trois coureuses remportent le bronze aux Jeux du Commonwealth.

## Palmarès sur piste

### Coupe des nations
- 2022
  - 3e de la vitesse par équipes à Glasgow
- 2025
  - 2e de la vitesse par équipes à Konya

### Ligue des champions
- 2023
  - 3e du keirin à Berlin

### Championnats d'Europe
| Édition / Épreuve | Vitesse par équipes |
| Apeldoorn 2024    | Argent              |

### Jeux du Commonwealth
| Édition / Épreuve | Vitesse par équipes |
| Birmingham 2022   | Bronze              |

### Championnats de Grande-Bretagne
- 2022
  -  Championne de Grande-Bretagne de vitesse par équipes
- 2025
  -  Championne de Grande-Bretagne de vitesse par équipes